# Downtown (песня Петулы Кларк)

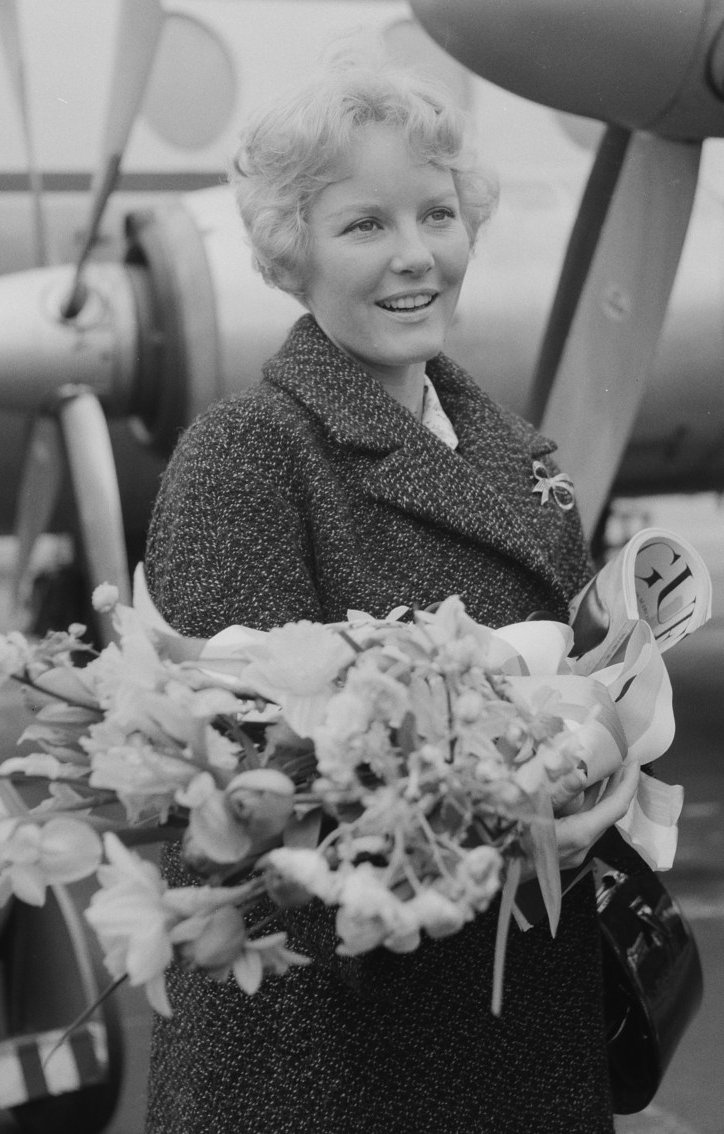
Петула Кларк в 1960 году

«Downtown» — песня, написанная и спродюсированная английским композитором Тони Хэтчем. В её тексте говорится о поездках в центр города как о способе сбежать от повседневной жизни. Версия 1964 года, записанная британской певицей Петулой Кларк, стала международным хитом, заняв первое место в Billboard Hot 100 и второе место в британском чарте синглов UK Singles Chart. В 1981 году Хэтч получил премию премию Айвора Новелло за лучшую песню в музыкальном и лирическом плане.
Песню исполняли многие исполнители, включая Долли Партон, Эмму Бантон и группу Saw Doctors. Фрэнк Синатра записал её для своего альбома Strangers in the Night в 1966 году.

## Влияние
Тони Хэтч вспоминал, как он сыграл готовую версию «Downtown» руководству Pye Records, говоря: «Никто не знал, что с ней делать, и дата релиза не была назначена. Затем позвонил генеральный менеджер Pye и сказал, что Джо Смит — глава отдела по работе с артистами и репертуаром Warner Bros. — приехал в Лондон в поисках британского материала. Когда Джо услышал запись Пет[улы], она ему очень понравилась, и он запланировал срочный релиз сингла в [Соединённых] Штатах». Когда Хэтч, удивлённый энтузиазмом Смита по поводу выпуска «Downtown» в США, спросил, не считает ли Смит «Downtown» «очень английской записью», Смит ответил: «Она идеальна. Это просто наблюдение из-за пределов Америки, и она просто прекрасна и идеальна».
Вслед за интересом Смита, «Downtown» был выпущен в Великобритании в ноябре 1964 года. 14 ноября 1964 года он вошёл в британский Top 50, положив конец практически двухлетнему отсутствию Кларк в британских чартах; из десяти синглов, выпущенных ею в этот период, только один, «Chariot», появился даже в чартах (№ 39 в начале 1963 года). «Downtown» поднялся на второе место в Великобритании в декабре 1964 года, оставаясь там три недели, уступив первое место песне «I Feel Fine» группы The Beatles. «Downtown» достиг второго места в Ирландии и первого в Австралии, Новой Зеландии, Родезии и Южной Африке, а также стал хитом в Дании (№ 2), Индии (№ 3), Нидерландах (№ 4) и Норвегии (№ 8).
Наибольший успех «Downtown» имел в Соединённых Штатах, где он был выпущен Warner Bros. в ноябре 1964 года: после раннего регионального успеха, в частности в Детройте, Майами и Вашингтоне, округ Колумбия, «Downtown» дебютировал на 87-м месте в чарте Hot 100 в выпуске Billboard от 19 декабря 1964 года. Несмотря на то, что рождественский сезон обычно является неподходящим временем для появления нового хита, «Downtown» взлетел на 41-е место на второй неделе в чарте Hot 100, поднявшись на третьей и четвёртой неделях до 12-го, а затем и до 5-го места; Затем, после последующего продвижения на 4-е место, «Downtown» поднялась на 1-е место в чарте Billboard Hot 100 от 23 января 1965 года, сохраняя эту позицию ещё неделю, прежде чем её обогнала песня «You’ve Lost That Lovin’ Feelin’» группы Righteous Brothers. Эта песня стала первым хитом № 1 в 1965 году.

## В культуре
В фильме 1978 года «Челюсти 2», когда начальник полиции Мартин Броуди входит в новенький отель Holiday Inn перед его торжественной церемонией открытия на острове Амити, можно услышать инструментальную версию песни (в исполнении школьного оркестра Амити).
В эпизоде «The Bottle Deposit» сериала «Сайнфелд» 1996 года на эту песню ссылается руководитель Джорджа Костанзы, Вильгельм, обсуждая проект, о котором тот ничего не знает. Это побуждает Джорджа Костанзу и Джерри Сайнфелда проанализировать текст песни в поисках подсказок.
Песня вошла в саундтрек фильма «Прерванная жизнь» 1999 года и была исполнена Вайноной Райдер и Анджелиной Джоли в их ролях.
Песня звучит в начале эпизода «Повесть о двух городах» сериала «Остаться в живых» 2006 года.
Песня воспроизводится по кругу в сцене из фильма «Клаустрофобы» 2019 года.
Непосредственно перед терактом в Нашвилле в 2020 году песня звучала из взорвавшегося автомобиля, после чего прозвучало звуковое предупреждение с требованием «эвакуироваться немедленно». Кларк опубликовала заявление, в котором выразила свой «шок и недоверие» по поводу взрыва в Нашвилле.
Песня звучит в фильме ужасов Эдгара Райта «Прошлой ночью в Сохо», где её исполняет актриса Аня Тейлор-Джой.

## Награды
- Grammy Award for Best Rock and Roll Recording, 1965[21]
- Ivor Novello Award for "Outstanding Song of the Year" 1964
- Gold Record (1965) Awarded for One Million US sales[22]
- Cash Box International Gold Award (1965)
- Radio Caroline Bell Award (UK) (1965)
- Festivalbar 1965 winner ("Ciao ciao")
- Grammy Hall of Fame (2003)
- Film & TV Music Award for Best Use of a Song in a Television Program (2007)

## Позиции в чартах
| Чарт (1964—1965)                   | Высшая позиция |
| ---------------------------------- | -------------- |
| Австралия (ARIA)                   | 1              |
| Австрия (Ö3 Austria Top 40)        | 3              |
| Бельгия/Фландрия (Ultratop 50)     | 11             |
| Канада (RPM Top Singles)           | 1              |
| Канада (French-Canadian Records)   | 1              |
| Ирландия The Irish Times           | 1              |
| Люксембург (Billboard)             | 2              |
| Нидерланды (Single Top 100)        | 3              |
| Новая Зеландия (Lever Hit Parades) | 1              |
| Норвегия (VG-lista)                | 8              |
| ЮАР (RiSA)                         | 1              |
| Великобритания (OCC UK Singles)    | 2              |
| США (Billboard Hot 100)            | 1              |
| ФРГ (GfK)                          | 1              |

| Чарт (1964)           | Позиция |
| --------------------- | ------- |
| США Billboard Hot 100 | 6       |

## Сертификации
| Регион               | Сертификация | Продажи   |
| -------------------- | ------------ | --------- |
| Великобритания (BPI) | Серебряный   | 250,000   |
| США (RIAA)           | Золотой      | 1,600,000 |
| Итого                |              |           |
| Мир                  | —            | 3,000,000 |

## Версия Эммы Бантон
BBC News объявила 20 октября 2006 года, что Эмма Бантон запишет ремейк хита Петулы Кларк «Downtown», который станет официальным синглом благотворительной организации «Дети в нужде» (BBC Children in Need) 2006 года. Бантон сказала: «Мне всегда нравилась „Downtown“... и я с нетерпением жду возможности оставить на нём свой след. Трек очень весёлый, и его узнают все». Бантон, чьё восхищение Петулой Кларк было очевидно в альбоме Free Me 2004 года, записала «Downtown» в студии AIR Studios Lyndhurst Hall с продюсером Саймоном Фрэнгленом; оркестр для трека был записан в студии Angel Recording Studios под управлением Гэвина Райта. Трек был выпущен 13 ноября 2006 года, а Бантон впервые представила свою версию «Downtown» на телемарафоне «Дети в нужде» 2006 года, который начал трансляцию 17 ноября 2006 года.
Хотя Бантон заявила, что она «довольно хорошо» знает композитора «Downtown» Тони Хэтча, Петула Кларк заявила, что ни она [т.е. Кларк], ни Хэтч ранее не были знакомы с ремейком Бантон. Кларк также заявила, что считает ремейк Бантон «полной копией» оригинальной записи Кларк: «Я могла бы спросить: „В чём смысл“… но запись Эммы замечательная и… служит великому делу» (т.е. организации «Дети в нужде»).

### Чарты
| Чарт (2006)                     | Высшая позиция |
| ------------------------------- | -------------- |
| Европа (Eurochart Hot 100)      | 12             |
| Ирландия (IRMA)                 | 36             |
| Шотландия (OCC Scotland)        | 2              |
| Великобритания (OCC UK Singles) | 3              |

| Чарт (2006)                      | Позиция |
| -------------------------------- | ------- |
| Великобритания (UK Singles, OCC) | 118     |